# Unionisme al Regne Unit

El Regne Unit està format per quatre nacions constitutives: Anglaterra, Gal·les, Irlanda del Nord i Escòcia.

L'unionisme al Regne Unit, també referit de vegades com a unionisme britànic, és una ideologia política que advoca per la unitat política d'Anglaterra, Gal·les, Escòcia i Irlanda del Nord com un sol Estat sobirà: el Regne Unit de Gran Bretanya i Irlanda del Nord. Els qui recolzen aquesta posició són anomenats "unionistes" (unionists, en anglès).

## Antecedents
Durant la Guerra d'Independència dels Estats Units en la segona meitat del segle xviii, es van enfrontar els lleialistes britànics i els rebels colonials. Cap dels lleialistes desitjava la separació, ni tan sols una majoria entre els rebels necessàriament desitjava separar-se del Regne Unit de Gran Bretanya.
Més tard, a les acaballes del segle xix, va aparèixer l'unionisme irlandès que era, en general, un moviment reaccionari provocat per la intensificació del nacionalisme irlandès. La major part d'Irlanda es va separar del Regne Unit en 1920 mentre que el nord de l'illa, que es va mantenir en el Regne Unit, les polaritzades ideologies de republicans i lealistas han provocat a la zona diversos episodis de conflictes violents durant dècades, coneguts popularment com els Troubles.
A partir de finals del segle xx, visions que posen en qüestió l'unionisme, estretament relacionat amb el nacionalisme britànic, s'han convertit en un tema de gran rellevància especialment en llocs com Escòcia i Gal·les.
La victòria del Partit Nacional Escocès en les eleccions de 2011 va propiciar la celebració d'un referèndum d'independència escocès el 18 de setembre de 2014: la majoria dels votants va apostar per mantenir Escòcia dins del Regne Unit amb un 55,3 % dels sufragis, mentre que un 44,7 % va votar a favor de constituir Escòcia com un Estat independent.

## Creació de la unió
El Regne de Gran Bretanya es va fundar l'1 de maig de 1707 a partir de l'Acta d'Unió. Els parlaments del Regne d'Anglaterra (que llavors integrava Anglaterra i Gal·les) i del Regne d'Escòcia van formalitzar la unió política amb un acte simultani celebrat en ambdues càmeres. La nova unió tindria el nom de Regne de Gran Bretanya. Aquest esdeveniment va ser el resultat del Tractat d'Unió, un document aprovat el 22 de juliol de 1706.
L'Acta va crear un únic Parlament de Gran Bretanya a Westminster, així com una duana i una unió monetària. Així i tot, el Regne d'Anglaterra i Escòcia van mantenir les seves pròpies jurisdiccions legals separades.
Anys més tard, l'Acta d'Unió de 1800 va formalitzar la unió del Regne de Gran Bretanya amb el Regne d'Irlanda, amb base similar a com el Regne d'Anglaterra i el d'Escòcia s'havien unit dècades abans. El resultat va ser la creació del Regne Unit de Gran Bretanya i Irlanda.
A Irlanda, una campanya política i social de rebuig a la unió va començar immediatament. Una sèrie d'esforços a finals del del segle xix i principis del segle XX per establir el govern local per a Irlanda dins de la unió no va tenir èxit i, després de la guerra angloirlandesa i el posterior tractat angloirlandés de 1922, la major part d'Irlanda va abandonar la unió com a Estat Lliure Irlandès. Irlanda del Nord es va mantenir en la Unió i, a partir de llavors, el Regne Unit va ser conegut formalment com a Regne Unit de Gran Bretanya i Irlanda del Nord en 1927 (veure: Partició d'Irlanda).
Amb anterioritat a la fundació del Regne Unit de Gran Bretanya i Irlanda, els tres regnes havien estat units a través d'una unió personal monàrquica. Quan Jacob VI d'Escòcia va succeir a la seva cosina Isabel I d'Anglaterra com a rei d'Anglaterra, les corones d'Anglaterra, Irlanda i Escòcia van estar unides.
Abans fins i tot d'aquesta unió, les corones d'Anglaterra i Irlanda havien estat unides a través de la creació del Regne d'Irlanda sota l'Acta de la Corona d'Irlanda de 1542. Des del segle xii, el rei d'Anglaterra havia actuat com a Senyor d'Irlanda, sota senyoriu papal. Aquest acta va crear el títol de Rei d'Irlanda per a Enric VIII d'Anglaterra i els seus successors, suprimint la funció del Papa com a senyor suprem d'Irlanda.

## Suport social a la unió
El suport social a la unió de Gran Bretanya i Irlanda del Nord és històricament més elevat a Anglaterra i més baix a Irlanda del Nord, Escòcia i Gal·les, regions que compten amb presència d'importants minories anti-unió.
Avui dia, les enquestes mostren que una majoria de la població dels quatre països del Regne Unit recolzen mantenir l'actual Estat unit. Això és malgrat l'augment del sentiment independentista a Escòcia i, en menor mesura, a Gal·les, on partits polítics independentistes i nacionalistes han format o formen part del govern propi d'aquestes nacions constitutives.
Cal assenyalar que l'electorat d'Irlanda del Nord, Escòcia i Gal·les és més procliu a votar partits nacionalistes per a les eleccions locals o regionals, mentre que per a les eleccions generals domina el suport a la unió. A Anglaterra, els partits nacionalistes anglesos mai han aconseguit guanyar un seient al Parlament.
El suport a la unió del Regne Unit va patir una davallada considerable l'any 2014 a causa de les perspectives del referèndum sobre la independència d'Escòcia. El resultat final de la votació va ser la victòria del no a la independència per un 55,3 %. Les enquestes van mostrar que el 70 % dels anglesos i el 83 % dels galeses s'oposaven a la independència escocesa.
El referèndum escocès va incitar un augment de l'activitat política en el Regne Unit. Algunes celebritats, figures polítiques i dirigents empresarials van enviar cartes obertes als mitjans de comunicació nacionals donant suport a la Unió i oposant-se a independència escocesa, mentre que grans manifestacions a favor de la unió es van celebrar a diverses ciutats britàniques, incloent demostracions a la Trafalgar Square.
A Irlanda del Nord, el suport per a la Unió ha augmentat des de la fi del conflicte d'Irlanda del Nord, especialment dins de la població catòlica-romana. En part, això ha estat provocat com a resultat d'una menor associació entre la població de la unió amb polítiques i ideologies extremistes, després de l'Acord de Divendres Sant.